# Emil Ferdinand Malkowsky
Emil Ferdinand Malkowsky (* 25. Juni 1880 in Köln; † 1967) war ein deutscher Journalist sowie Autor von Stücken für Bühne und Radio, Erzähler und Humorist.

## Leben und Wirken
Bereits wenige Jahre nach dem Besuch eines Gymnasiums veröffentlichte Emil Ferdinand Malkowsky 1902 einen ersten Gedichtband, auf den zahlreiche weitere Publikationen folgten. Hauptberuflich betätigte er sich als Journalist. So war er von 1926 bis 1943 Chef des Modeverlages Gustav Lyon in Berlin und zur Mitte der 1950er Jahre Redakteur der Schwäbischen Zeitung und lebte in Leutkirch im Allgäu.

## Schriften (Auswahl)
- Gedichte. 1902.
- Willy Spatz. Monographie, 1903.
- mit K. Maria: Ethelwold. Tragödie, 1908.
- Die Schwestern des Boccacio. Komödie, 1908.
- mit K. Maria: Das heilige Grab. Schauspiel, 1910.
- Kasperle als Freiersmann. Komödie, 1912.
- Hans und Heinz, zwei Bösewichter, und ihr Ende vor dem Richter Humoreske, Loewe, Stuttgart 1912.
- Ein Pechvogel. Lustspiel, 1913.
- Der kluge Fridolin. Märchen, 1914.
- Die Hexe vom Brocken. Märchenoperette, 1914.
- Die Abenteuer des geschnitzten Augustin. Humoreske, 1914.
- Willys Hochzeitstag. Schwank, 1915.
- Europa in Waffen! Der Weltkrieg bis zu den jüngsten Ereignissen dargestellt für das deutsche Volk. 3 Bände in 13 Teilen, Vaterländische Verlagsanstalt, Stuttgart 1915 ff.
- Der Weltkrieg. 14 Bände, 1915 ff.
- Die schöne Türkin. Schwank, 1915.
- Marschall Hindenburg. Sein Werdegang und seine Taten, dem deutschen Volke erzählt. Enßlin & Laiblin, Reutlingen 1915.
- Die fidelen Bundesbrüder. Kriegshumor aus dem Leben der deutschen und österreichisch-ungarischen Feldgrauen. Enßlin & Laiblin, Reutlingen 1915.
- Ritter des Eisernen Kreuzes. Ruhmesblätter deutscher Tapferkeit. Enßlin & Laiblin, Reutlingen 1915.
- Feldhumor im Weltkrieg. Soldatenschnurren und Kriegsanekdoten. Enßlin & Laiblin, Reutlingen 1916.
- Vom Heldenkampf der deutschen Flieger. Ein Ruhmesbuch der deutschen Tapferkeit. Askanischer Verlag, Berlin 1916.
- Im Kampfgebraus des Völkerkrieges. Der Weltkrieg vom Einmarsch in Belgien bis zur Niederlage der Franzosen bei Soissons. 2 Bände, Enßlin & Laiblin, Reutlingen 1916.
- Unser Weddigen. Ein deutsches Heldenleben. Enßlin & Laiblin, Reutlingen 1918.
- mit E. Frowein: Die große Stadt. 3 Einakter, 1920.
- Der Wanderzirkus. Die abenteuerliche Jugend des Ferry Zack und seine Erlebnisse mit wilden Tieren  Jugendbuch, Voco-Verlag, Berlin 1929.
- Peter Krafft, der Segelflieger. Die Geschichte eines Weltrekordes. Jugendbuch, Voco-Verlag, Berlin 1929.
- Der Traumomnibus. Märchen, mit Bildern von Margarete Ziegler, Meidinger, Berlin 1931.
- Frühling, Sommer, Herbst und Winter. Liederspiel, 1931.
- Max Schummerpunsch. Humoreske, 1931.
- Das Nachtgespenst. Humoreske, 1931.
- Der verlachte Müller. Jugendbuch, 1931.
- mit Franz Baumann: Heidenkrach in Dinkelsweiler. Roman, Enßlin & Laiblin, Reutlingen 1938.
- So sparst Du Geld und brauchst nicht einmal Punkte. 500 erprobte Winke für Mode, Haushalt und Gesundheit. Lyon, Berlin 1940.
- mit Franz Baumann: Ein Teufelskerl – der Peter! Kleinstadtroman, J. L. Schrag, Nürnberg 1941.
- mit Walter Wilhelm Goetze: Liebe im Dreiklang. Operette, 1950.